# 하인리히 헬트

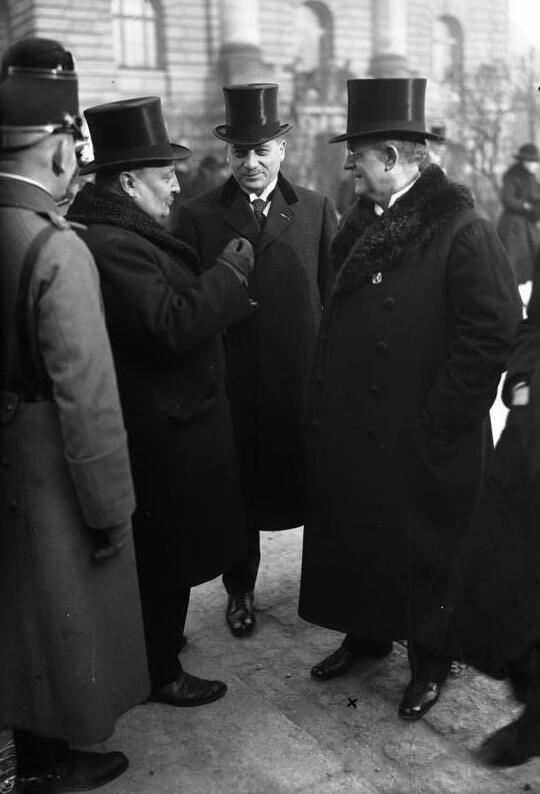

하인리히 헬트(독일어: Heinrich Held, 1868년 6월 6일~1938년 8월 4일)는 독일의 정치인이다.

## 생애
1868년 6월 6일 에르바흐에서 부농이자 오케스트라 악장이던 요하네스와 부인 주자네 헬트의 아들로 태어났다. 슈트라스부르크·마르부르크·하이델베르크 대학교에서 법학·정치학·역사학을 전공했으며, 슈트라스부르크에서 사법연수생을 거친 후 언론인으로 활동하기 시작했다. 1938년 8월 4일 레겐스부르크에서 죽었다.

## 같이 보기
- 바이에른주의 주총리